# Amore (Alessandra Mussolini)
Amore è il primo e unico album di Alessandra Mussolini. L'album è stato pubblicato dall'etichetta discografica Alfa nel 1982 solo in Giappone ed è stato prodotto da Miki Curtis.

## Descrizione
Nell'album, la Mussolini canta canzoni in italiano, inglese e giapponese. Tre brani contenuti nel disco sono stati scritti da Cristiano Malgioglio: Insieme insieme, E stasera mi manchi e L'ultima notte d'amore.
Prima che la musica si diffondesse sul web, rendendo di conseguenza notevolmente più reperibili i pezzi prodotti, Amore fu molto ricercato dai collezionisti sia per la natura "particolare" dell'artista sia per la sua rarità: nel 2000 l'album venne venduto a Londra per 10 milioni di lire.
Nel marzo del 2021, mentre era ospite del programma Live - Non è la d'Urso, Alessandra Mussolini è tornata a cantare il brano Tokyo Fantasy dopo quasi quarant'anni.

## Tracce[4]
1. Tokyo Fantasy – 3:42 (testo: Mori – musica: Hoguchi)
2. Carta vincente – 3:53 (Gargiulo, Belfiore)
3. Amai kioku – 4:50 (testo: Mori – musica: Hoguchi)
4. Insieme insieme – 4:00 (testo: Malgioglio – musica: Toda)
5. Love Is Love – 4:01 (Klinger)
6. E stasera mi manchi – 3:34 (testo: Malgioglio – musica: Toda)
7. Tears – 3:54 (Klinger)
8. L'ultima notte d'amore – 3:19 (testo: Malgioglio – musica: Ueda)